# TDS-Büroturm Neckarsulm

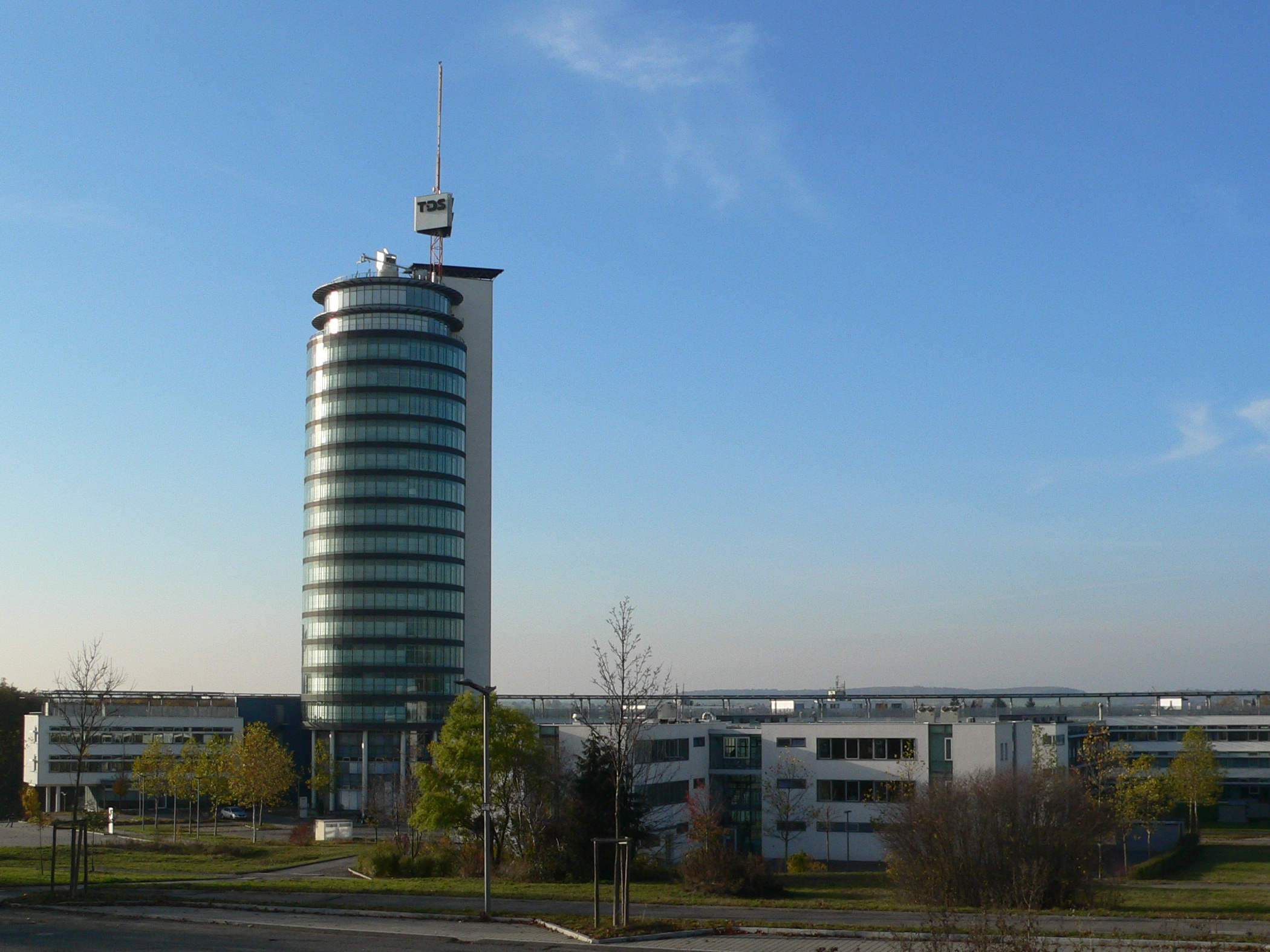
TDS-Büroturm in Neckarsulm mit Sendemast

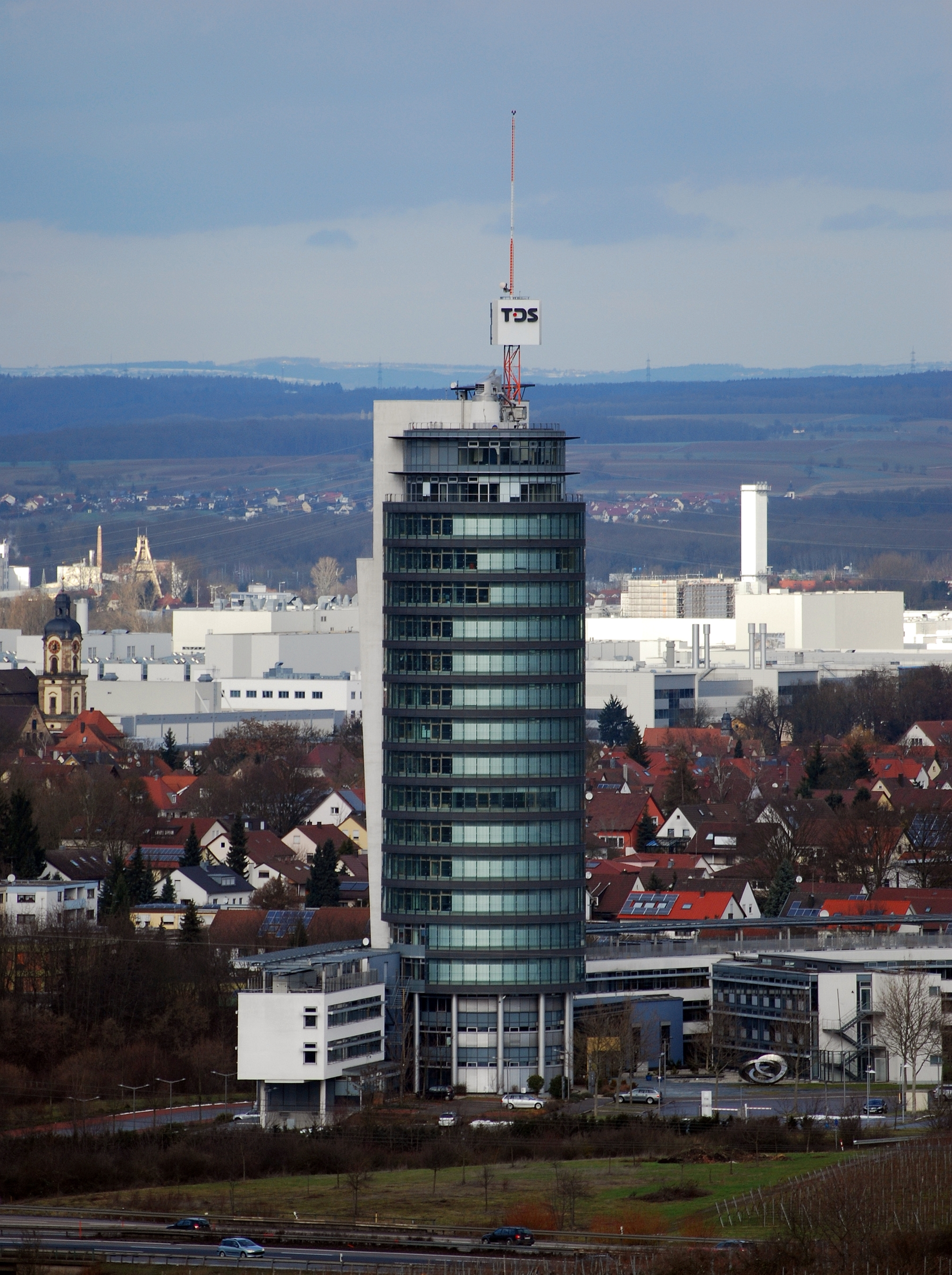
TDS-Turm von den Weinbergen aus gesehen

Der TDS-Büroturm Neckarsulm ist ein 20 Stockwerke hohes Bürogebäude und gehört zu einem Gebäudekomplex im Gewerbegebiet Stiftsberg/Trendpark in Neckarsulm. 

## Nutzung
Der Büroturm enthält neben Büros und Rechenzentren der Fujitsu TDS GmbH u. a. auch die Firma dsb und Büroflächen des Handelsunternehmens Lidl. Bis 2007 gehörte der Turm einer Leasing-Gesellschaft der Commerzbank, danach dem Immobilienfonds Merkens XXV der Axa. Die Firmen selbst, wie beispielsweise TDS, sind lediglich Mieter des Turmes. Im April 2023 wurde bekannt, dass die Schwarz-AG den Kauf des Büroturmes plant, welche den Turm schließlich im Juni 2023 von Axa Merkens XXV für 38,39 Mio. € erwarb.

## Architektur
Der TDS-Büroturm Neckarsulm wurde von 1997 bis 1999 gebaut, die Baukosten betrugen rund 55 Millionen Mark. Eröffnet wurde das Gebäude im Oktober 1999 durch Günter Steffen (damals IHK-Präsident). Das Gebäude selbst hat eine Höhe von 70 Metern, mit der auf dem Dach montierten Antenne ist der Turm 103 Meter hoch und damit das höchste Bürogebäude im Großraum Heilbronn. Es bietet Platz für insgesamt 550 Mitarbeiter.
Durch eine innovative Lüftungstechnik sollte der Turm ursprünglich ohne Klimaanlage auskommen, jedoch musste nachträglich eine Zuluftkühlungsanlage eingebaut werden, da sich das geplante Lüftungskonzept nicht bewährte.
Pro Stunde werden bis zu 80.000 Kubikmeter Außenluft durch einen Erdkanal gesaugt, dort temperiert und strömen dann über Bodendurchlässe in die Räume. Zur Abluftentnahme dient ein Abluftschacht, der mit Hilfe der Thermik die erwärmte Raumluft absaugen soll. 
Bei der Eröffnung im Jahre 1999 versprachen die Architekten: „Durch diese neue Form der Wärme- und Lufttechnik und Ausnutzen des gesamten Potenzials der Klimafassade werden weder Kühldecken, Teilklimaanlagen noch Kältemaschinen benötigt.“
Da diese Wärme- und Lufttechnik jedoch nicht ausreichte, musste bald eine aktive Zuluftkühlung nachgerüstet werden, die allerdings ebenfalls keine Besserung bewirkte. Bei einer Begehung am 16. Mai 2003 um 19 Uhr wurden im Erdgeschoss Innentemperaturen von 32 °C gemessen, während die Außentemperatur bei 25 °C lag.